# Präsenzfilter
Ein Präsenzfilter (von lateinisch praesens = anwesend) ist eine in der Tonstudiotechnik häufig benutzte Filteranordnung zur Heraushebung bestimmter Frequenzbänder, insbesondere im Bereich der maximalen Ohrempfindlichkeit von 1000 bis 5000 Hz. Je nach gewählter Frequenz entsteht ein glockenförmiger Frequenzgang, ähnlich einer Resonanzkurve.
Durch ein Präsenzfilter werden die Formantbereiche der Klänge von Musikinstrumenten oder der menschlichen Sprache angehoben, so dass z. B. ein Soloinstrument aus dem akustischen Hintergrund herausgelöst wird. Auf diese Weise kann auch die Verständlichkeit der menschlichen Sprache wesentlich verbessert werden.
Zur Einstellung eines Präsenzfilters werden benötigt:
- die Mittenfrequenz f0
- der Gain (Verstärkungsfaktor) in dB zur Einstellung der maximalen Anhebung (bis zu 15 dB)
- die Bandbreite B pro Oktave bzw. der Gütefaktor Q = f0 / B zur Einstellung der Schmalbandigkeit bzw. Flankensteilheit; je geringer die Bandbreite und je höher damit der Gütefaktor (bei konstanter Mittenfrequenz und konstantem Verstärkungsfaktor), desto schmalbandiger das Filter bzw. desto steiler seine Flanken.

Die einzelnen Einsatzpunkte für die Anhebung der gewünschten Frequenz sind in der Regel in kleinen dB-Schritten wählbar.